# Szíriusz (keresztnév)
A Szíriusz a latin Syrius férfinévből ered, a jelentése: szír, szíriai.

## Gyakorisága
Az 1990-es években szórványos név, a 2000-es években nem szerepel a 100 leggyakoribb férfinév között.

## Névnapok
- január 22.[2]

## Híres Szíriuszok
- Sirius Black, J. K. Rowling regényalakja